# 進藤長之
進藤 長之（しんどう ながゆき）は、江戸時代前期から中期の青侍。近衛家諸大夫を務めた。
青侍の進藤長昌（輪王寺宮守澄法親王の家臣）の次男として生まれる。父・長昌の母は大石良勝の娘。長昌の跡は長男の泰通が継いだため、長之は親族で近衛家家臣の進藤長房の養子に入った。その後、近衛基煕・家煕・家久の三代にわたって近衛家に仕えた。摂関近衛家の諸大夫であるため天皇よりしばしば官位を下され、延宝8年（1680年）には正六位下修理大進に叙任し、修理亮任官をへて、元禄14年（1701年）には正五位下刑部大輔に補された。
元禄14年（1701年）赤穂藩主・浅野長矩の刃傷事件のあった同年3月には、勅使の柳原資廉、高野保春らにお供して江戸へ下向していた。事件の後、京都へ戻った長之は、主の近衛基煕に経緯を報告し、さらに基煕から東山天皇に吉良の刃傷と浅野の即日切腹が報告された。『近衛基煕日記』では基煕も天皇もこの事態を喜んでいるような反応を示している。ただ、のちに近衛や東山天皇が浅野家断絶に同情したり、赤穂義士の快挙に喝采した様子（日記への記載）は一切見られない。そのため、野口武彦は「武家同士の紛争もしくは幕府の不祥事を面白がったのだ」とする仮説を立てている。
元禄16年（1703年）に従四位下。宝永5年（1708年）に従四位上。さらに享保元年（1716年）には正四位下となる。享保10年（1725年）に隠居して落飾し、鴨河西涯三本木に移った。
享保12年（1727年）に死去し、浄華院に葬られた。享年63。

## 逸話・創作
長之は赤穂城開城後に親族の赤穂藩士進藤俊式や大石良雄を、管理していた近衛家領の山科へ迎え入れたと伝わる。
忠臣蔵などの芝居では、良雄が江戸に下向する際に金の無心をすると断っており、後で仇討ちのためだったと知ると、金を貸さなかったことを後悔したという話になっている。
実際には良雄が閑居した山科の邸宅は、討ち入り後に荒廃した。また山科に居た分家・進藤俊式は義盟から脱退し、討ち入りを止めるよう大石を説得しており、長之が討ち入りに賛同した形跡は見られない。